# William Hardin Harrison

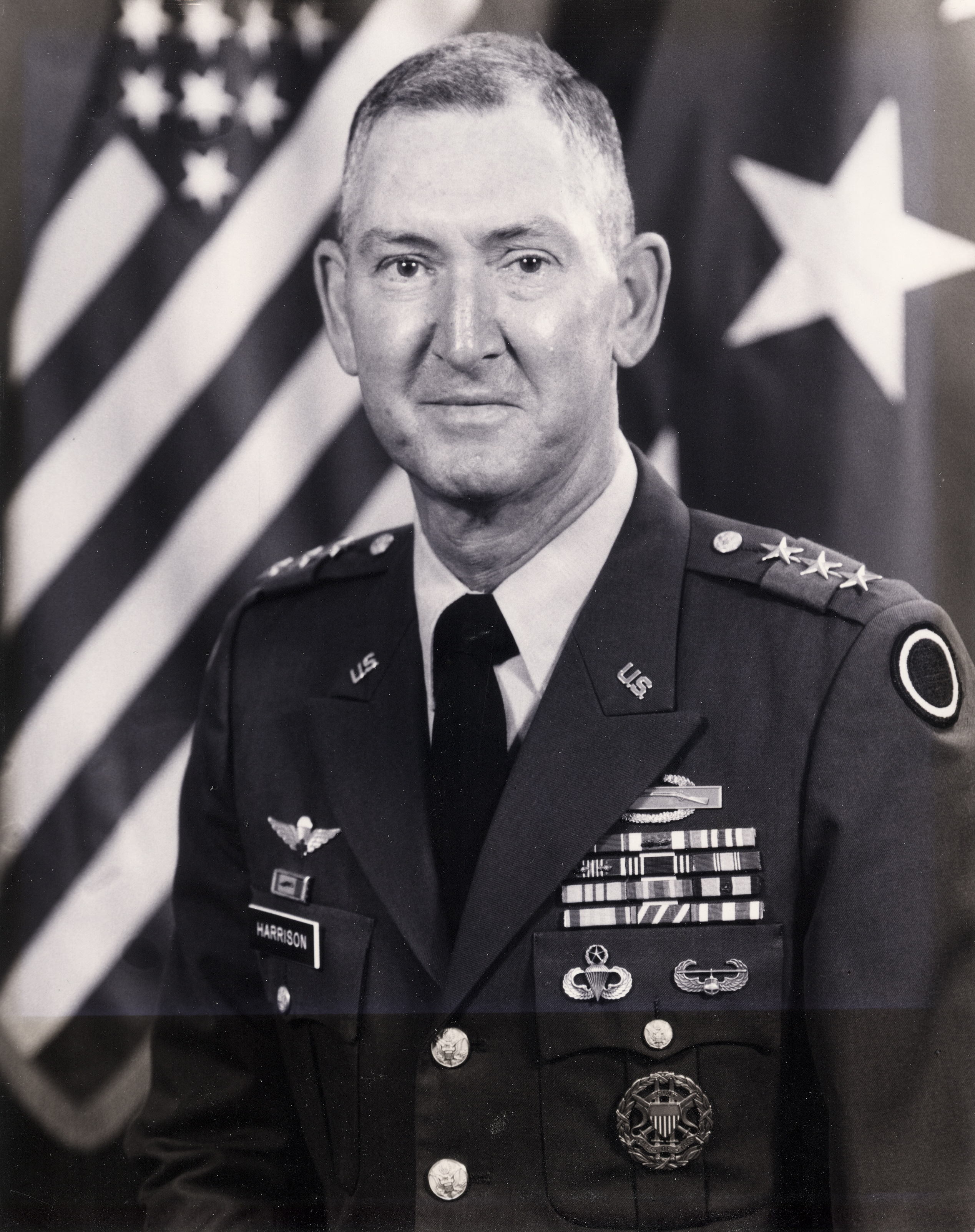
William H. Harrison

William Hardin Harrison (* 2. Juli 1933 in Pembroke, Christian County, Kentucky; † 18. Februar 2024 in University Place, Washington) war ein Generalleutnant der United States Army. Er kommandierte unter anderem das I. Korps und die 6. Armee.
William Harrison war ein Sohn von Benjamin Wallis Harrison und dessen Frau Mona Lee Frisco. Er besuchte unter anderem das William Jewell College in Liberty in Missouri. Im Jahr 1954 trat er als Infanterist dem US-Heer bei. Über die Officer Candidate School gelangte er im Jahr 1955 in das Offizierskorps des US-Heeres, in dem er anschließend alle Offiziersränge vom Leutnant bis zum Drei-Sterne-General durchlief. Allerdings unterbrach er im Jahr 1957 seine Laufbahn für zwei Jahre, ehe er 1959 in den Dienst zurückkehrte.
Im Lauf seiner militärischen Karriere absolvierte Harrison verschiedene Kurse und Schulungen. Dazu gehörten unter anderem der Infantry Officer School Advanced Course (1962), das Command and General Staff College (1968) und das United States Army War College (1974).
In seinen jüngeren Jahren absolvierte er den für Offiziere in den niederen Rangstufen üblichen Dienst in verschiedenen Einheiten und Standorten. Im weiteren Verlauf seiner Laufbahn kommandierte er Einheiten auf fast allen militärischen Ebenen bis zum Armeekommandeur. Zwischenzeitlich wurde er auch als Stabsoffizier eingesetzt. In den Jahren 1962 und 1963 war er in Südkorea stationiert. Anschließend war er bis 1965 in Minneapolis Stabsoffizier beim XIV. Corps. Nach einer Versetzung nach Neapel als Stabsoffizier zum Hauptquartier des Allied Forces Southern Europe wurde er in den Jahren 1966 und 1967 im Vietnamkrieg eingesetzt, wo er in beratender Funktion bei einer Einheit des II. Korps tätig war.
Nach seiner Rückkehr in die Vereinigten Staaten diente William Harrison in den Jahren 1968 bis 1970 in der Stabsabteilung J3 (Operationen) bei den Joint Chiefs of Staff. Es folgte eine Versetzung nach Deutschland, wo er von 1970 bis 1972 Bataillonskommandeur bei der 3. Panzerdivision war. Anschließend war er bis 1973 Mitglied der Stabsabteilung G1 (Personal) dieser Division. Es folgte eine Versetzung nach Fort Benning in Georgia, wo er in den Jahren 1974 und 1975 bei der United States Army Training School die Abteilung zur Entwicklung der Ausbildungsprogramme (chief training programs) leitete. Anschließend wurde William Harrison nach Teheran im Iran versetzt. Dort war er von 1975 bis 1977 Leiter der G3-Stabsabteilung der dortigen Heeresstreitkräfte der USA.
In den Jahren 1978 und 1979 war Harrison in Fort Hood in Texas stationiert, wo er eine Brigade der 2. Panzerdivision kommandierte. Anschließend leitete er bis 1981 die G3-Stabsabteilung des XVIII. Luftlandekorps in Fort Bragg in North Carolina. Danach war er bis 1983 bei der 101. Luftlandedivision in Fort Campbell zunächst Stabschef und dann als Leiter eines Manövers (Eagle Strike III) tätig. Anschließend wurde William Harrison nach Südkorea versetzt. Dort war er bis 1984 Stabsoffizier bei der 2. Infanteriedivision.
Im Jahr 1985 begann die Zeit in der Harrison das Kommando über größere Militärverbände innehatte. Zunächst kommandierte er zwischen Januar 1985 und Juli 1987 die 7. Infanteriedivision in Fort Ord in Kalifornien. Danach übernahm er am 27. Juli 1987 von Norman Schwarzkopf den Oberbefehl über das I. Korps in Fort Lewis im Bundesstaat Washington. Nachdem er dieses Kommando am 2. August 1989 an Calvin Waller übergeben hatte, übernahm er das Kommando über die 6. Armee im Presidio bei San Francisco. Diese Armee war vor allem für militärische Ausbildung zuständig. Nach dem Ende dieses Kommandos im Jahr 1991 ging William Harrison in den Ruhestand.
Nach seiner Pensionierung zog William Harrison nach Lakewood im Bundesstaat Washington, wo er sich kommunalpolitisch betätigte. Er war maßgeblich an der Gründung dieser Stadt durch die Fusion mehrerer kleinerer Orte im Jahr 1996 beteiligt und wurde dann deren erster Bürgermeister.

## Orden und Auszeichnungen
William Harrison erhielt im Lauf seiner militärischen Laufbahn unter anderem folgende Auszeichnungen:
- Army Distinguished Service Medal
- Bronze Star Medal
- Meritorious Service Medal
- Joint Service Commendation Medal
- Army Commendation Medal
- Order of National Security Merit (Südkorea)
- Combat Infantryman Badge